# Франсис Спелман
Франсис Джоузеф Спелман (на английски: Francis Joseph Spellman) е американски католически духовник.
Роден е на 4 май 1889 година в Уитман, Масачузетс, в семейството на бакалин от ирландски произход. През 1911 година завършва Фордъмския университет в Ню Йорк, а след това и Папския северноамерикански колеж в Рим. Ръкоположен през 1916 година, през следващите години заема различни длъжности в архидиоцеза на Бостън и във Ватикана, като се сближава с кардинал Еудженио Пачели. През 1932 година става титулярен епископ на Сила и спомагателен епископ на Бостън, а малко след избора на Пачели за папа става архиепископ на Ню Йорк, оставайки на този пост до смъртта си. През 1946 година става кардинал и през следващите години играе важна роля във финансовата дейност на Ватикана.
Франсис Спелман умира на 2 декември 1967 година в Ню Йорк.